# Ectropothecium arfakense
Ectropothecium arfakense är en bladmossart som beskrevs av Brotherus och Geheeb 1898. Ectropothecium arfakense ingår i släktet Ectropothecium och familjen Hypnaceae. Inga underarter finns listade i Catalogue of Life.